# Janete Clair
Janete Clair, pseudonimo di Janete Stocco Emmer (25 aprile 1925 – Rio de Janeiro, 16 novembre 1983), è stata un'autrice televisiva, sceneggiatrice e drammaturga brasiliana.
Il nome d'arte era un omaggio a Claude Debussy, autore tra l'altro di un celebre Clair de lune.

## Biografia
Figlia di Salim Emmer, un commerciante di origini libanesi, e di Carolina Stocco, una sarta, nacque in Brasile ma trascorse alcuni anni dell'infanzia in Francia. Rientrata poi con la famiglia in patria, seguì lezioni di canto e, non ancora quattordicenne, fu ingaggiata dall'emittente Radio Herz di San Paolo come interprete di canzoni in francese e arabo, lingue che lei era pienamente in grado di padroneggiare. Dopo quest'esperienza si concentrò per qualche anno solo sugli studi; conseguita la licenza superiore, lavorò come dattilografa, per poi essere assunta in un laboratorio di analisi batteriologiche.
Nel 1950 sposò il drammaturgo Dias Gomes, che la convinse a riprendere la carriera nel mondo dello spettacolo. Janete Clair si dedicò allora ai radiodrammi, da lei scritti perlopiù in un periodo particolarmente creativo, durato tredici anni (1956-69). Nel 1963 intraprese anche la carriera di autrice di telenovelas, che toccò l'apice negli anni Settanta; lavorò per Tv Rio, Tv Tupi, Rede Record e soprattutto Rede Globo. Tra le serie realizzate per quest'ultimo network si ricordano la discussa Anastácia, a Mulher sem Destino, nella quale la maggior parte dei personaggi trovava la morte a causa di un terremoto, e Magia, uno dei più grandi successi nella storia della televisione brasiliana.
Sul finire degli anni 70 scrisse un romanzo, Nenê Bonet, i cui capitoli apparvero uno per volta sulla rivista Manchete: il libro vero e proprio uscì invece postumo nel 2005, per i tipi della Barcarolla. Per diverso tempo fuori catalogo, l'opera verrà ristampata nel 2025, in occasione del centenario della nascita dell'autrice.
Morì nel 1983, dopo aver tentato di contrastare un tumore intestinale.

## Vita privata
Janete Clair rimase sposata con Dias Gomes fino alla morte. La coppia ebbe quattro figli: Guilherme, Alfredo, Denise e Marcos Plínio, quest'ultimo deceduto in tenerissima età.